# Koninklijke kapel (Brussel)
De Koninklijke kapel (Frans: Musée Chapelle Royale) is een protestants kerkgebouw, gelegen aan Museumplein 2 te Brussel.

## Geschiedenis
Deze kapel werd gebouwd in 1760, en heette toen Hofkapel. De kapel was verbonden aan het Paleis van Karel van Lotharingen. Architect was Jean Faulte. Het was aanvankelijk de private kapel van landvoogd Karel van Lotharingen. Zijn model was de kapel van het Kasteel van Versailles. Ook zijn er gelijkenissen met de hofkapel van Lunéville, in Lotharingen. De kapel werd gebouwd in Lodewijk XV-stijl en kent een dubbele zuilengalerij.
In 1804 werd de kerk door Napoleon Bonaparte toegewezen aan de protestanten. Na de Belgische afscheiding in 1830 kerkte ook de van huis uit protestantse koning Leopold I regelmatig in deze kapel (vandaar de naam Koninklijke Kapel). Met name de Franstalige protestanten kerken sindsdien in deze kapel. In 1842 bezocht Charlotte Brontë meermalen de kerkdienst. Tussen 1970 en 1987 werd de kapel gerestaureerd. Naast haar kerkelijke functie kent ze een culturele functie: er worden concerten gegeven.

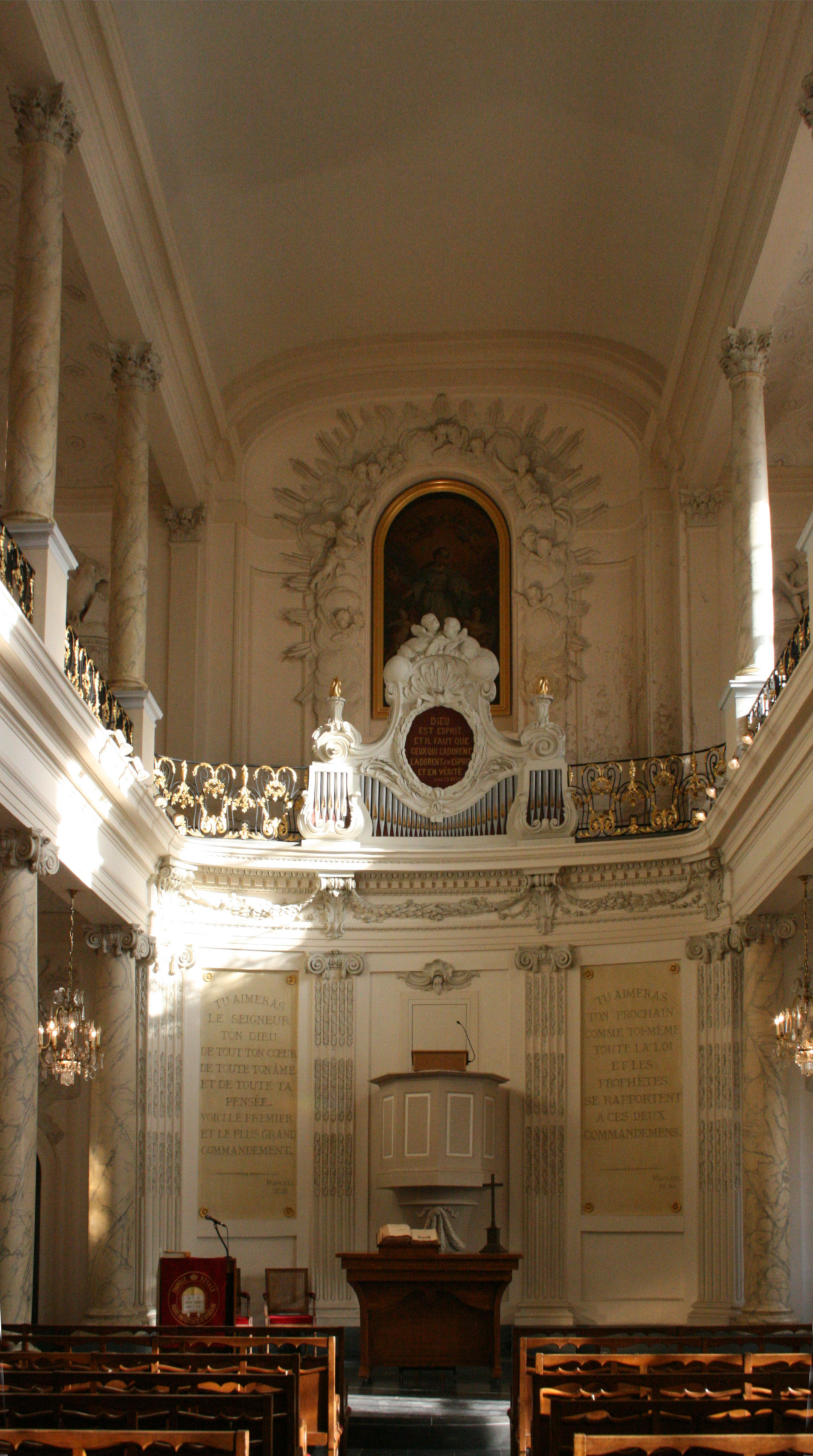
Interieur
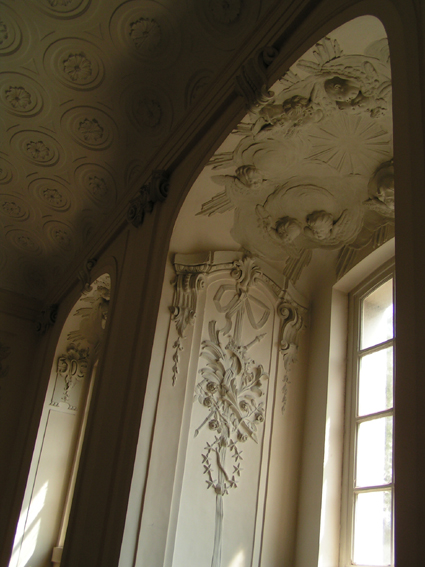
Stucwerk, detail
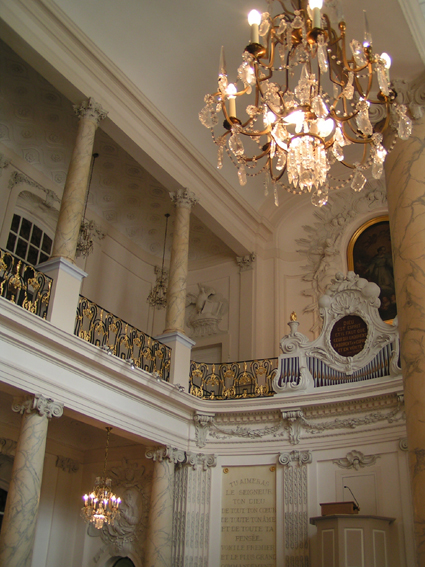
Zuilengalerij